# Iliad
Iliad SA mit Sitz in Paris ist ein französischer börsennotierter Internetdienstanbieter (ISP) und Mobiltelefoniebetreiber, der unter den Marken Free tätig ist und mit etwa 19,9 Millionen Kunden der viertgrößte Mobilfunkanbieter in Frankreich ist.
Free ist einer der Pioniere im sogenannten Triple-Play im Breitbandbereich (mit einem kombinierten Internet-, Telefonie- und Fernsehangebot) auf dem französischen Markt; mit dem Start seiner Mobiltelefonaktivitäten im Januar 2012 wurde das Internetangebot auf Quadruple Play ausgeweitet.
Seit Mai 2018 ist Iliad auch in Italien als vierter Mobilfunkanbieter tätig und hat dort 2,8 Millionen Kunden gewonnen (Stand: Ende 2018).

## Hintergrund

### Start in Frankreich
Iliad wurde in den 1980er-Jahren unter dem Namen Fermic Multimedia gegründet und war zunächst ein Anbieter von Minitel-Inhalten, teilweise mit pornographischen Inhalten (sog. Minitel rose). Die Firma wurde 1991 von Xavier Niel erworben und bot seit September 1994 als einer der ersten Anbieter einen Internetanschluss über das Minitelsystem an. 1999 erwarb Iliad eine Telekommunikationslizenz und im Jahr 2000 investierte Goldman Sachs 15 Millionen Euro in das Unternehmen. Im Herbst 2002 startete das Unternehmen sein ADSL-Angebot mit Triple Play, so dass Free ab März 2003 zweiter Internetdienstanbieter in Frankreich nach France Telecom wurde.

### Börse
Iliad wurde 2004 an die Börse gebracht, Xavier Niel blieb aber weiterhin größter Aktionär.
Xavier Niel hält über verschiedene private  Holdinggesellschaften Anteile an weiteren Gesellschaften der Mobilfunkbranche wie der Schweizer Salt Mobile. Teilweise stehen diese Unternehmen im Wettbewerb mit Iliad.
2021 kündigte Xavier Niel an, dass er das Unternehmen von der Börse nehmen will (Delisting). Nachdem durch das Übernahmeangebot mehr als 96 % der Aktien bei Niels Unternehmen gelegen war, wurde ein Squeeze-out für die übrigen Aktien durchgeführt.

### Weitere Übernahmen
Im Sommer 2008 erwarb Iliad für 775 Millionen Euro den Konkurrenten Liberty Surf, eine Tochter der Telecom Italia, die in Frankreich als ISP unter der Marke Alice mit ca. 850.000 Kunden tätig ist.
Im Dezember 2009 gewann Iliad die Ausschreibung für die vierte französische Mobiltelefonlizenz; der kommerzielle Betrieb wurde im Januar 2012 mit einem aggressiven Preisangebot aufgenommen. Ende 2013 hatte Free nach nur zwei Jahren Betrieb bereits 8 Millionen Kunden im Bereich Mobilfunk; bis Ende 2018 13,4 Millionen.
Iliad steht in Frankreich im direkten Wettbewerb zu den Telekommunikationsunternehmen Orange, SFR und Bouygues Telecom. Mit vier Mobilfunkbetreibern und einem Niedrigpreisangebot von Free herrscht im französische Mobilfunkmarkt ein scharfer Wettbewerb mit einem Preisniveau unter dem der Nachbarländer.

## Iliad Italia
Im Mai 2018 wurde Iliad Italia der vierte italienische LTE-UMTS-Netzbetreiber und sendet unter dem MNC 222-50. Das Netz besteht aus eigenen Sendern und einem vorläufigen zehnjährigen Roamingvertrag mit Wind Tre.